# ニューヨーク大学アブダビ校
ニューヨーク大学アブダビ校（ニューヨークだいがくアブダビこう、英語: New York University Abu Dhabi）は、アブダビに本部を置くアラブ首長国連邦の私立大学。1831年創立、2010年大学設置。大学の略称はNYUAD/NYUアブダビ。
ニューヨーク大学の初の分校で、2010年に設立された。世界中から優秀な学生や学者を集め、教育を行っている。

## 概要
2010年に、アブダビ政府の100％出資を受け開校。国際的に有名なIIE財団の協力を受け、世界中の高校から優秀な学生を選抜。初年度は定員150人に対して9000人が応募し、合格率は2.1％。SAT（アメリカのセンター試験）の平均点は、アイビー・リーグの学校並み。生徒対教員の比は、8:1の少人数教育を行う。現在アブダビ市内にある仮キャンパスから、2014年にサディヤット島に建設される本キャンパスに移動予定。